# مارغريتا بوبوفا
مارغريتا بوبوفا (بالبلغارية: Маргарита Попова) (و. 1956 – م) هي سياسية من بلغاريا .

## التعليم
تعلمت في جامعة صوفيا.